# Grzegorz Pyźlak
Grzegorz Pyźlak (ur. 19 marca 1972 w Łochowie) – polski duchowny, dr hab. nauk teologicznych, profesor nadzwyczajny Katedry Duszpasterstwa Rodzin Katolickiego Uniwersytetu Lubelskiego.

## Życiorys
Studiował teologię w Wyższym Seminarium Duchownym w Siedlcach, natomiast 15 maja 1999  został wyświęcony na kapłana. Kontynuował specjalistyczne studia w Instytucie Teologii Pastoralnej Katolickiego Uniwersytetu Lubelskiego. 3 października 2006 obronił pracę doktorską pt. Recepcja przygotowania do życia małżeńskiego i rodzinnego przez narzeczonych. Studium z duszpasterstwa rodzin w świetle badań narzeczonych w wybranych parafiach w Polsce, otrzymując doktorat, a 3 czerwca 2014 habilitował się na podstawie dorobku naukowego i pracy zatytułowanej Formacja świeckich pracowników duszpasterstwa rodzin. Studium z duszpasterstwa rodzin w świetle badań doradców życia rodzinnego i absolwentów diecezjalnego studium rodziny.
Został zatrudniony na stanowisku adiunkta w Instytucie Teologii Pastoralnej i Katechetyki na Wydziale Teologii Katolickiego Uniwersytetu Lubelskiego Jana Pawła II, oraz pełni funkcję profesora nadzwyczajnego w Katedrze Duszpasterstwa Rodzin na Katolickim Uniwersytecie Lubelskim, a także członka Towarzystwa Naukowego Katolickiego Uniwersytetu Lubelskiego Jana Pawła II.